# Meliola ripogoni
Meliola ripogoni är en svampart som beskrevs av Hansf. 1953. Meliola ripogoni ingår i släktet Meliola och familjen Meliolaceae.   Inga underarter finns listade i Catalogue of Life.